# What You See
What You See – drugi singel amerykańskiej wokalistki Tamary Gee z 2007 roku, promujący jej debiutancki album Hidden Treasure. Producentami utworu zostali KK i Simon Gogerly.

## Teledysk
Teledysk do utworu nagrywany był w Sopocie, jego premiera odbyła się 12 września 2007 roku na oficjalnej stronie internetowej YouTube artystki.